# District de Hengshan
Le district de Hengshan (恒山区 ; pinyin : Héngshān Qū) est une subdivision administrative de la province du Heilongjiang en Chine. Il est placé sous la juridiction de la ville-préfecture de Jixi.